# Orinomana ascha
Orinomana ascha är en spindelart som beskrevs av Cristian J. Grismado 2000. Orinomana ascha ingår i släktet Orinomana och familjen krusnätsspindlar. Inga underarter finns listade i Catalogue of Life.